# Evelyn Beatrice Longman
Evelyn Beatrice Longman (Winchester, 21 novembre 1874 – Osterville, 10 marzo 1954) è stata una scultrice statunitense.
Fu la prima scultrice donna ad essere eletta a pieno titolo come membro della National Academy of Design nel 1919.

## Biografia

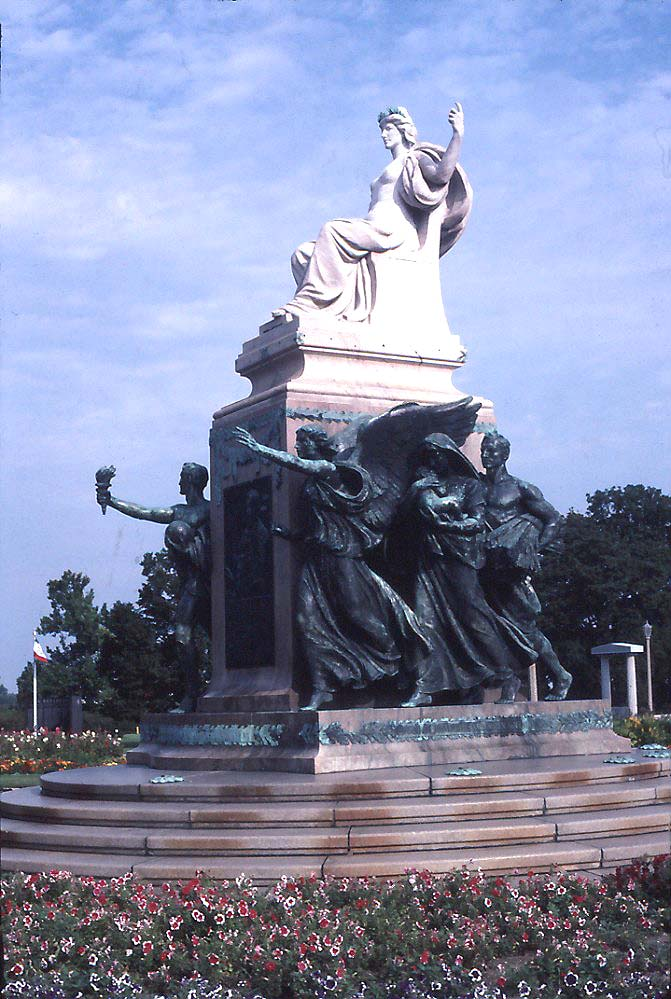
Monumento a William B. Allison, (1916), Iowa

Figlia di Edwin Henry e Clara Delitia Adnam, nacque in una fattoria vicino a Winchester, nell'Ohio. Da ragazzà lavorò come commessa in un negozio di tessuti di Chicago. Iniziò ad interessarsi all'arte nel 1893, dopo aver visitato la Fiera Colombiana di Chicago. Frequentò per un anno l'Olivet College nel Michigan, per poi tornare a Chicago dove studiò anatomia, disegno e scultura e si diplomò alla School of the Art Institute of Chicago sotto la guida di Lorado Taft.
Nel 1901 si trasferì a New York, dove studiò con Hermon Atkins MacNeil e Daniel Chester French. Nel 1904 partecipò all'Esposizione internazionale della Luisiana, dove la sua opera Victor fu collocata al Festival Hall, posto d'onore in cima all'edificio centrale della fiera. Una miniatura in bronzo del Victor datata 1903 venne ritrovata nel 2007 e venduta all'asta a 7.800 dollari.

## Carriera
Nel 1915 la AT&T le commissionò la realizzazione dell'opera Genius of Electricity, successivamente nota come Spirit of Communication. L'opera, un nudo maschile dorato in bronzo ricoperto in oro, venne collocata a Manhattan, sul tetto dell'edificio della sede centrale della società. All'epoca era la seconda scultura più grande di New York, dopo la Statua della Libertà. La figura venne stampata sugli elenchi telefonici di tutto il paese, dal 1938 fino agli anni sessanta.
Nel 1918 venne assunta da Nathaniel Horton Batchelder, preside della Loomis Chaffee School a Windsor nel Connecticut, per scolpire un monumento in memoria della sua defunta moglie. Due anni dopo si sposarono e si trasferirono in Connecticut. 
Intorno al 1920 collaborò con Daniel Chester French e Henry Bacon alla realizzazione delle decorazioni scultoree del Lincoln Memorial sul National Mall a Washington. Nel 1923 vinse la Watrous Gold Medal per la migliore scultura.
Nei trent'anni successivi realizzò parecchie opere su commissione, sia architettoniche che indipendenti, in tutti gli Stati Uniti. Fu membro attivo della Loomis Chaffee School, donando numerose opere che sono tuttora conservate nella scuola e nelle sue adiacenze. 
Nel 1928 partecipò alle competizioni artistiche delle olimpiadi estive. 
Dopo il pensionamento del marito, trasferì il suo studio a Capo Cod. Morì nel 1954.
Nel 1994 è stata inserita nella Connecticut Women's Hall of Fame.

## Opere principali

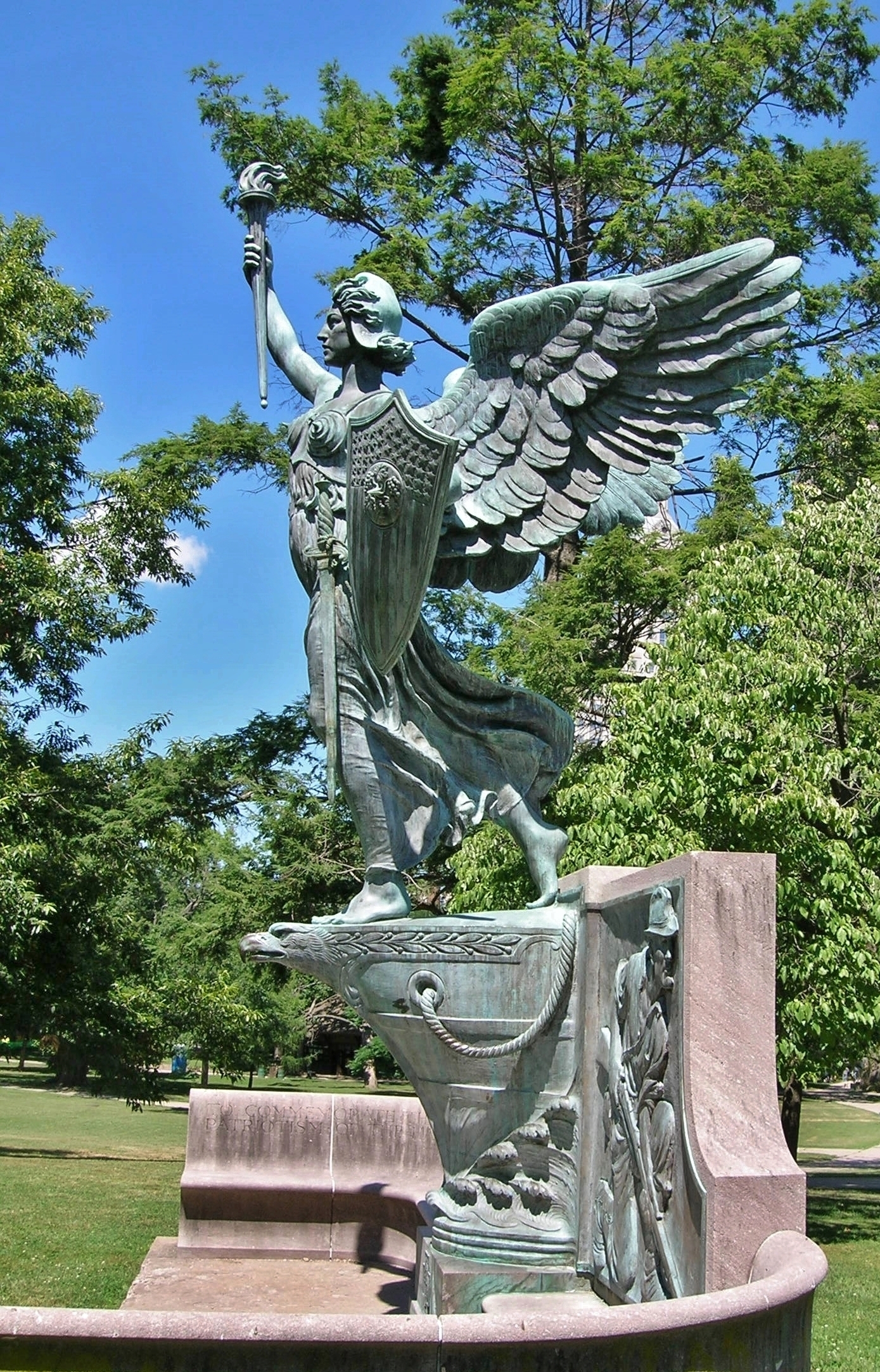
Spirit of Victory (1926), Hartford, Connecticut

- Victor, Esposizione internazionale della Luisiana (1904)[4]
- Great Bronze Memorial presso la United States Naval Academy di Annapolis (1909)[11]
- Horsford doors presso il Wellesley College di Wellesley (1910)[11]
- Aenigma, busto in memoria dell'attrice tedesca Kate Parsenow, presso la Loomis Chaffee School[12]
- Genius of Telegraphy (conosciuto anche come Spirit of Communication), presso la AT&T (1915)[6]
- Fountain of Ceres, presso l'Esposizione internazionale Panama-Pacifico di San Francisco (1915)[13]
- L'Amour, presso il Palace of Fine Arts (1915)[14]
- Monumento a William B. Allison a Des Moines, in Iowa (1916)[15]
- Illinois Centennial Monument a Chicago (1918)[16]
- Spirit of Victory, presso il Bushnell Park ad Hartford (1926)[17]
- Victory of Mercy, presso la Loomis Chaffee School (1947)[18]
- Edison, busto in memoria di Thomas Edison conservato presso lo United States Naval Research Laboratory di Washington[19]